# Aggressor (album)
Albums de Nocturnal Breed
No Retreat... No Surrender
(1998)
Aggressor est le premier album studio du groupe norvégien de black et thrash metal Nocturnal Breed. L'album sort en 1997 sous le label Hammerheart Records.
Le cinquième titre de l'album, Evil Dead, est une reprise du groupe américain de death metal Death. Les albums suivants du groupe resteront dans le même style qu'Aggressor.

## Liste des pistes
1. Rape the Angels - 4:30
2. Frantic Aggressor - 2:45
3. Maggot Master - 5:36
4. Nocturnal Breed - 4:06
5. Evil Dead - 2:52 (reprise du groupe Death)
6. Metal Storm Rebels - 2:14
7. Dead Dominions - 6:47
8. Alcoholic Rites - 3:17
9. Revelation 666 - 4:00
10. Blaster - 3:50
11. Locomotive Death - 5:08